# Xysticus slovacus
Xysticus slovacus is een spinnensoort uit de familie van de krabspinnen (Thomisidae).
De wetenschappelijke naam van de soort werd in 2000 gepubliceerd door J. Svaton, Stano Pekár en R. Prídavka.